# Чукотко-камчатски језици
Чукотско-камчатски језици је језичка породица присутна на крајњем североистоку Сибира. 
Понекад се ова породица језика типолошки и географски класификује као део палеосибирске групе језика. Ова класификација је свеобухватна и обухвата све језике којима се говорило у Сибиру пре ширења тунгуских и туркијских језика.

## Језици
Чукотско-камчатски језици се деле на две подгрупе, на чукотску и камчатску:
Чукотски или чукотско-корјачки језици (северни огранак):
- Чукчијски језик (или чукотски или луораветлански)
- Корјачки језик
- Алиуторски језик
- Керечки језик

Камчатски или ителменски језици (јужни огранак):
- Ителменски језик (или западноителменски)
- Источноителменски језик †
- Јужноителменски језик †

Сви језици ове породице су угрожени. У најбољем положају је Чукчијски.

## Везе са другим језицима
Нема конкретних доказа да су чукотско-камчатски језици генетски повезани са неким другим језиком или неком другом језичком породицом. Ова породица се неретко сматра делом тзв. палеосибирске језичке породице; међутим, термин палеосибирски језици заправо представља општи термин за бројне језике тог подручја за које није утврђено порекло, а за које се претпоставља да су до ширења туркијских и тунгуских језика чинили најраспрострањеније језике Сибира.